# Pittocaulon
Pittocaulon es un género de plantas fanerógamas perteneciente a la familia de las asteráceas. Tiene 70 especies.
Las cinco especies de este género han sido descritos como "extraños arbustos y pequeños árboles con ramas como de palo de escoba".
Las cinco especies son nativas de las zonas áridas del centro y sur de México. Además de la extraña aparición de estas plantas, Pittocaulon es de interés debido a la extraordinaria variedad de hábitats en los que las especies se producen, desde matorral seco y alturas por encima de 3000 m s. n. m., al bosque tropical seco y caluroso en altura tan baja como 300 metros y en rocas, a menudo en situaciones muy empinadas. Las especies son conspicuas, cuando las flores al final de la temporada seca son popularmente llamado "palo loco" o "árbol de loco", ya que florece al final de la temporada seca, cuando la mayoría de las otras plantas están sufriendo los efectos de la sequía.

## Taxonomía
El género fue descrito en 1973 por Harold E. Robinson y Robert D. Brettell en Phytologia 26(6): 451.

### Etimología
Pittocaulon: del griego Ρητίνη, "resina", y καυλοϛ, "tallo"; en referencia a los tallos resinosos de los miembros de este género

## Especies
- Pittocaulon bombycophole (Bullock) H.Rob. & Brettell
- Pittocaulon calzadanum B.L.Turner
- Pittocaulon filare (McVaugh) H.Rob. & Brettell
- Pittocaulon hintonii H.Rob. & Brettell
- Pittocaulon praecox (Cav.) H.Rob. & Brettell
- Pittocaulon velatum (Greenm.) H.Rob. & Brettell